# Terry O'Neill
Terry O'Neill (Liverpool, 27 febbraio 1948) è un attore e artista marziale britannico.

## Biografia
Noto come marzialista, ha anche recitato in alcuni film, tra cui Entrapment con Sean Connery e Catherine Zeta-Jones.

## Filmografia parziale
- Dragonheart, regia di Rob Cohen (1996)
- Entrapment, regia di Jon Amiel (1999)
- La leggenda degli uomini straordinari (The League of Extraordinary Gentlemen), regia di Stephen Norrington (2003)